# Benedykta Cambiagio Frassinelli
Benedykta Cambiagio Frassinelli, wł. Benedetta Cambiagio Frassinello (ur. 2 października 1791 w Langasco, zm. 21 marca 1858 w Ronco Scrivia) – święta katolicka, włoska zakonnica, założycielka zgromadzenia Benedyktynek od Opatrzności (S.B.P.).
Pochodziła z wielodzietnej rodziny chłopskiej Józefa i Franciszki Cambiagio. Wojny napoleońskie doprowadziły do zubożenia rodziny i zmusiły ich około 1804 roku do zamieszkania w Pawii, gdzie utrzymywali się ze sprzedaży warzyw.
Mimo że pragnęła wstąpić do zakonu, posłuszna woli rodziców, którzy inaczej zaplanowali jej losy, 7 lutego 1816 roku w miejscowej bazylice San Michele zawarła związek małżeński z Janem Chrzcicielem Frassinellim z Ronco Scrivia. Nie dochowując się dzieci, małżonkowie podjęli się opieki nad chorą na raka siostrą Benedykty, co zaowocowało rozbudzeniem ich powołania do życia zakonnego. Zrezygnowawszy z pożycia, wszystkie siły skierowali na pomoc i opiekę opuszczonym i osieroconym dzieciom.
Jan Frassinello wstąpił do Zgromadzenia Kleryków Regularnych, a Benedykta w 1825 roku do urszulanek w Capriolo. Zły stan zdrowia zmusił ją do poddania się leczeniu w Pawii i opuszczeniu zgromadzenia. Szybki powrót do zdrowia Benedykta przypisywała wstawiennictwu św. Hieronima Emilianiego. Odnajdując powołanie w religijnym wychowywaniu biednych i osieroconych dziewcząt prowadziła swój apostolat gromadząc wokół siebie wolontariuszki.
Z pomocą w pracy przyszedł jej mąż, który uzyskawszy zgodę biskupa Pawii Luigiego Tosi przybył by wspierać jej zbożne dzieło. W 1826 roku małżonkowie w obecności biskupa odnowili śluby czystości.
Pierwszą publiczną szkołę żeńską w Pawii otwarła w 1827 roku, a następnie dla zapewnienia trwałości rozpoczętego dzieła założyła Zgromadzenie Sióstr Benedyktynek od Opatrzności. W 1839 założyła w Ronco Scrivia szkołę dla dziewcząt pod nazwą „Dom Opatrzności”. Kolejnymi były w 1851 roku nowy dom dla opuszczonych dziewcząt i szkoła w Pawii.
Zgromadzenie, którego była założycielką zatwierdzone zostało w 1856 roku przez arcybiskupa Genui. Praca Benedykty Cambiagio mimo przeciwności i pomówień, które krzyżowały plany założycielki zaowocowała pozyskaniem wsparcia finansowego co umożliwiło powstanie sierocińca, szkół i kolegium dla dziewcząt.
Wyniesiona została na ołtarze przez papieża Jana Pawła II, który dokonał beatyfikacji Benedykty 10 maja 1987 roku, a 19 maja 2002 roku poprzez kanonizację upowszechnił kult świętej na cały Kościół.

Jan Paweł II w swojej homilii zwrócił uwagę, na wewnętrzną siłę św. Benedykty Cambiagio dzięki której pokonywała przeciwności, wypływającą z przekonania, że 

jeśli Bóg czegoś chce, nie omieszka dostarczyć odpowiednich środków.

Dniem jej wspomnienia wypada w dzienną rocznicę śmierci.
Imię Benedykta będące męską formą imienia Benedykt pojawia się w polskich dokumentach już w XIII wieku, a znaczącą jest postać męczennicy cysterskiej Benedykty z Kłodzka. Wykazy hagiograficzne zawierają około dziesięć notatek o Benedyktach, zaś w Martyrologium Rzymskim wymieniane są poza wyżej opisaną pod datami 4 stycznia, 6 maja, 29 czerwca i 8 października.